# Ellinore Holmer
Ann-Sofie Emma Louise Ellinore Holmer, född 9 december 1989 i Hudiksvall, Hälsingland, är en svensk sångerska, pianissa och skådespelerska.

## Glada Hudikteatern
Holmer började i Glada Hudikteatern år 2007, där hennes första uppträdande var i maj år 2008 på Cirkus med föreställningen Elvis.[källa behövs] I februari år 2010 uppträdde hon i mellanakten i Melodifestivalen i Sandviken tillsammans med Theresia Widarsson[källa behövs] och Måns Zelmerlöw, där de sjöng låten Sverige av popgruppen Kent.
2011 medverkade Holmer, tillsammans med en del av Glada Hudikteaterns ensemble, i filmen Hur många lingon finns det i världen? där hon spelade Katarina, en roll hon även spelade i uppföljaren Hur många kramar finns det i världen? 2013. Rollfiguren Katarina är baserad på Holmer själv. I filmerna spelade Holmer mot bland andra Vanna Rosenberg, och de lärde känna varandra.

## Melodifestivalen 2014
Holmer och Vanna Rosenberg skrev låten En himmelsk sång tillsammans, och Holmer tävlade med den i Melodifestivalen 2014. Låten var med i festivalens sista deltävling och gick därifrån vidare till Andra chansen. Efter Andra chansen fick Holmer lämna tävlingen.

## Filmografi
- 2011 – Hur många lingon finns det i världen?
- 2013 – Hur många kramar finns det i världen?